# Istiblennius zebra
Istiblennius zebra är en fiskart som först beskrevs av Vaillant och Sauvage, 1875.  Istiblennius zebra ingår i släktet Istiblennius och familjen Blenniidae. Inga underarter finns listade i Catalogue of Life.